# Utrikesnämnden

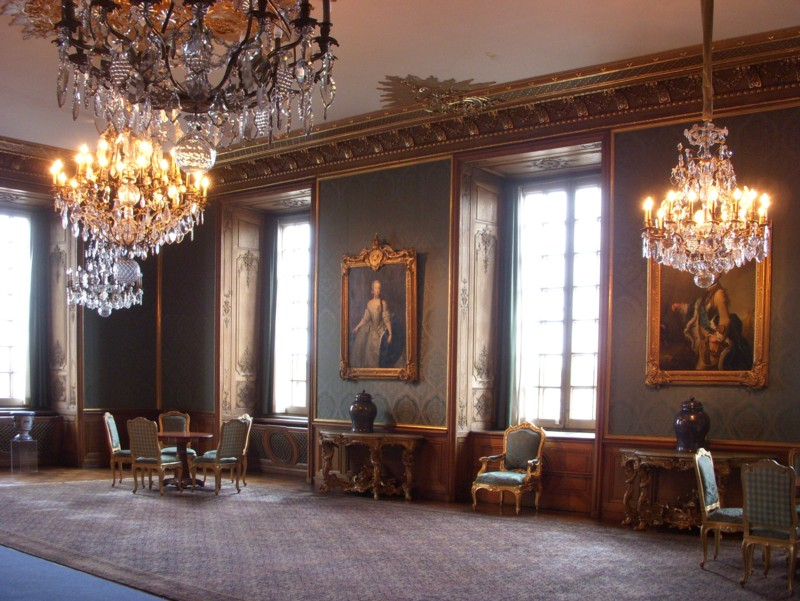
Lovisa Ulrikas matsal på Stockholms slott där utrikesnämnden håller sina sammanträden.

Utrikesnämnden är en permanent nämnd, utsedd av Sveriges riksdag, under   H.M. Konungens ordförandeskap, som fungerar som ett samrådsorgan mellan riksdagen och regeringen gällande utrikespolitik. Regeringen är skyldig att hålla nämnden underrättad om betydande utrikespolitiska förhållanden och överlägga med den inför beslut av större vikt. På så vis får oppositionen möjlighet att hålla sig informerad om och påverka utrikespolitiska beslut.

## Bakgrund och funktion
Utrikesnämnden inrättades år 1921 genom grundlagsändringar i §§ 12 och 54 i 1809 års regeringsform. Dessförinnan kunde konungen, enligt 54 § i 1809 års regeringsform, begära av riksdagen (och tidigare av rikets ständer) att sätta samman ett hemligt utskott för att kunna rådgöra om hemliga ärenden med. Denna bestämmelse hade i sin tur sina rötter i frihetstidens sekreta utskott.
Vänsterpartiet kom med i utrikesnämnden första gången 1994, efter Sovjetunionens kollaps, men hade tidigare varit uteslutet därifrån.
Regeringen kallar nämnden till sammanträde ”så ofta som det behövs” eller när fyra av nämndens ledamöter begär överläggning i en fråga. Sammanträdena sker bakom stängda dörrar. Statsministern bestämmer om annan än ledamot, suppleant, statsråd eller tjänsteman får närvara. Alla som är knutna till nämnden ska ”visa varsamhet” med vad som framkommit.
Statschefen, kung Carl XVI Gustaf, är nämndens ordförande. Har han förhinder träder statsministern in som ordförande.
Om riket är i krig kan utrikesnämndens ledamöter, om möjligt efter samråd med statsministern, besluta att krigsdelegationen ska träda i riksdagens ställe. Hindras nämndens ledamöter av krigsförhållandena att sammanträda, fattas beslutet av regeringen. Att det är nämndens ledamöter som fattar beslutet innebär att statschefen inte deltar i beslutet.
Utrikesnämnden som institution har kritiserats för att vara onödigt hemlighetsfull och omständlig. Även kungens roll som ordförande har kritiserats. Sveriges dåvarande utrikesminister Carl Bildt har dock hävdat att nämnden ger ”stabilitet och tyngd åt hanteringen av utrikes- och säkerhetspolitiken”.

## Nuvarande sammansättning
Nämnden består av riksdagens talman (Andreas Norlén) och arton riksdagsledamöter varav hälften är ledamöter och hälften suppleanter. Idag är alla riksdagspartier representerade.

### Ordförande - Sveriges Konung
- Kung Carl XVI Gustaf

### Ledamöter

#### Riksdagens talman
- Andreas Norlén

| - Jimmie Åkesson (SD) - Magdalena Andersson (S) - Mattias Karlsson (M) - Nooshi Dadgostar (V) - Henrik Vinge (SD) - Muharrem Demirok (C) - Magnus Berntsson (KD) - Daniel Helldén (MP) - Fredrik Malm (L) | - Aron Emilsson (SD) - Morgan Johansson (S) - Karin Enström (M) - Alexandra Völker (S) - Linda Lindberg (SD) - Peter Hultqvist (S) - Erik Ottoson (M) - Helén Pettersson (S) - Björn Söder (SD) |